# دبليو دبليو إي يونيفرسال
بطولة اليونيفارسال (بالإنجليزية: universal championship) هي بطولة في اتحاد المصارعة العالمية للترفيه في قسم سماكداون وكان أول ظهور للبطولة 25 يوليو 2016 ويعتبر فين بالور هو المصارع الأول الذي فاز بها في مهرجان سمر سلام 2016 لكن تم سحب البطولة منه بسبب اصابته في الكتف.
انتهت البطولة في راسيلمانيا ٤٠ بعد فوز كودي رودز علي رومان رينز ليعتبر رومان رينز آخر بطل للبطولة

## وصلات خارجية
universal champion